# Chancela Moundo
Chancela Moundo (ur. ?) – środkowoafrykańska lekkoatletka, młociarka i tyczkarka.

## Rekordy życiowe
- bieg na 60 metrów (hala) – 9,90 (2008) były rekord Republiki Środkowoafrykańskiej[1]
- bieg na 800 metrów (hala) – 3:17,84 (2005) rekord Republiki Środkowoafrykańskiej[2]
- skok o tyczce – 2,00 (2006) rekord Republiki Środkowoafrykańskiej[3]
- skok o tyczce (hala) – 1,80 (2008) rekord Republiki Środkowoafrykańskiej[4]
- rzut młotem – 21,51 (2007) rekord Republiki Środkowoafrykańskiej[5]